# Мегела Іван Петрович
Меге́ла Іван Петрович (нар. 30 травня 1946, Малий Березний, Закарпатська область, Україна) — український літературознавець, перекладач, критик. Доктор філологічних наук, професор кафедри зарубіжної літератури Інституту філології Київського національного університету імені Тараса Шевченка.

## Наукова діяльність
Автор близько 300 наукових і навчально-методичних праць, з них 5 одноосібних і три колективні монографії, 10 навчальних посібників (з них 3 з грифом МОН).
Станом на 2023 здійснює керівництво підготовкою трьох кандидатських дисертацій (під його керівництвом 12 аспірантів та 2 докторанти вже захистили свої дисертації), Є членом редколегій наукових видань «Acta Hungarica» (Ужгород) та «Новітня філологія»(Миколаїв).
Кандидатську дисертацію «Угорські пролетарські письменники і радянська література 20–30-х років ХХ століття» захистив 1974 року, докторську дисертацію «Угорський роман 20–30-х років ХХ століття».
Наукові інтереси: історія світової й української літератури та журналістики, сучасний літературний процес, проблема літературних зв'язків та жанрової модифікації у світовій літературі, інтермедіальність, перекладознавство, античні та біблійні образи і сюжети у світовій літературі.

## Громадська діяльність
- академік Академії наук Вищої школи України (2004),
- член зовнішньої колегії АН Угорщини (2010),
- член Виконавчого комітету Українського комітету унгаристів.

## Нагороди
- 1985 — премія Угорського Товариства захисту авторських прав «Артісюс» за кращий художній переклад
- 2002 — премія Відділу культури при канцлері Австрії за переклади творів Артура Шніцлера
- 2022 — лауреат премії імені Максима Рильського